# Karton
Karton je debela vrsta papira najčešće gramature od 200 do 500 g/m2. Najvećim dijelom se koristi za pakiranje (40 - 50%), te korica knjiga, razglednica, fascikla i sličnih proizvoda.
Kartoni su krući i čvršći od papira, mogu biti različito površinski obrađeni i sastoje se od jednog ili više slojeva (dupleks karton, tripleks karton). U višeslojnim kartonima pojedini se slojevi proizvode od različitih sirovina i različitih su svojstava. Sloj koji će prilikom upotrebe kartona služiti kao vanjski ili gornji sloj obično je gladak, svjetliji i izrađen od kvalitetnije sirovine. Kartoni se veoma mnogo primjenjuju za pakiranje (ambalažni materijal), rjeđe za pisanje ili za tisak.

## Proizvodnja kartona
Osnovni materijali od kojih se izrađuje karton su:
- celuloza
- drvenjača
- otpadni papir.

Pomoćni su materijali su:
- punila
- keljiva
- veziva
- bojila.

Punila su slabo topivi anorganski pigmenti bijele boje, a osnovna namjena im je poboljšanje tiskovnih svojstava: povećanje gramature, opaciteta, stupnja bjeline te glatkosti površine. Keljiva (ili veziva) su smole koje se dodaju masi prilikom izrade (ili u obliku premaza nakon izrade), a u svrhu smanjivanja upojnosti te povećanja homogenosti. Bojila su sintetski materijali kojima se poboljšava izgled boje kartona.
Priprema mase (ili pulpe) se sastoji od dispergiranja u vodi, mljevenja vlaknastih sirovina (ovisno o namjeni kartona), miješanja, te dodatka punila, bojila i veziva (isto tako ovisno o namjeni kartona). Nakon pripreme smjese, masa se pumpama dovodi do stroja za proizvodnju. Većina današnjih strojeva se temelji na principu Fourdrinierova stroja, tj. na principu beskonačnog sita za proizvodnju kontinuirane vrpce papira (ili kartona). Sama masa se u stroju iscjeđuje i dehidrira na sitima, te suši i glača na zagrijanim valjcima. Nakon toga, vrpca papira se namotava i reže na željene formate.

## Podjela papira prema gramaturi
Prema gramaturi razlikuju se: 
- lakši papiri (od 10 do 60 g/m2)
- srednje teški papiri (od 60 do 120 g/m2)
- polukartoni (od 150 do 200 g/m2)
- kartoni (od 200 do 500 g/m2)
- ljepenke (više od 500 g/m2).

### Vrste kartona
Karton se dijeli se na jednoslojni i višeslojni. Jednoslojni (još se naziva nelijepljeni ili polukarton) je karton izrađen iz jednog sloja, dok je višeslojni karton izrađen od više slojeva papira spojenih ljepilom. Kolokvijalni naziv za višeslojne kartone se odnosi na broj slojeva (dvoslojni - dupleks, troslojni - tripleks).
Ljepenka je posebna vrsta višeslojnog kartona gramature veće od 500 g/m2. Najčešće se proizvodi od drvenjače i starog papira namatanjem i lijepljenjem (ili prešanjem) više slojeva papira. Koristi se u proizvodnji ambalaže za proizvodnu vreća, vrećica, kutija i slično (ravna i valovita ljepenka), te u građevinarstvu kao materijal za izolaciju (bitumenska ljepenka). U tiskarstvu postoji siva i smeđa ljepenka. Siva (knjigovezačka) ljepenka se proizvodi od starog papira s dodatkom celuloze, a smeđa (kožna) od celuloze s dodatakom tekstilnih i kožnih otpadaka.

### Kartoni i ljepenke
Kartoni i ljepenke se, osim po gramaturi, od papira razlikuju i po izgledu i po mehaničkim svojstvima. Proizvode se, za razliku od papira, na papirnom stroju s cilindričnim rotirajućim sitom djelomično uronjenim u papirnu suspenziju. Ako je takvih sita više, njegove se vrpce mogu spojiti u jedinstven proizvod. Osim ravnoga kartona, proizvode se i: valoviti karton, izrađen lijepljenjem više (do sedam) ravnih i valovitih slojeva papira, u mnogim je područjima primjene istisnuo obični karton i ljepenku; gips-karton, višeslojni vodootporni karton za potrebe građevinarstva; karton za pakiranje prehrambenih tekućina, od čiste bijeljene celuloze, oslojava se polietilenom, aluminijskom folijom i voskovima, gladak, mekan, pogodan za izradbu kutija i prihvat tiska; sivi karton,od otpadnoga papira, u jednom ili više slojeva.